# Bachorz
Bachorz (Bachórz) – struga, prawobrzeżny dopływ Wisły o długości 17,63 km i powierzchni zlewni ok. 37 km².
Struga płynie w powiecie oświęcimskim, w województwie małopolskim. Wypływa ze wzniesień w rejonie wsi Głębowice, następnie płynie przez Gierałtowiczki, Piotrowice, Przeciszów i Las, gdzie uchodzi do Wisły.
Bachorz przepływa przez trzy gminy: Osiek, Wieprz i Przeciszów. Konfiguracja terenu, przez który przepływa jest zróżnicowana, co wpływa na zróżnicowanie wysokości brzegów. Struga zasila prywatne stawy rybne Bachórz, Przedpolański i Hocimów oraz spółdzielcze a następnie zespół stawów Zakładu Doświadczalnego w Zatorze – Przyrębiu. Dopływem Bachórza jest potok Młynówka, wypływający ze stawów spółdzielczych w Przeciszowie, skąd płynie wzdłuż ul. Topolowej i Nawsie, po czym wpada do Bachórza.
Miejscami struga zanieczyszczona jest odpadami komunalnymi z gospodarstw domowych, głównie gruzem, popiołem i ściekami. Stanowi duże zagrożenie powodziowe dla Piotrowic i Przeciszowa.